# رودرانر رکوردز
رودرانر رکوردز (به انگلیسی: Roadrunner Records) یک شرکت آمریکایی نشر آثار موسیقی است که در سال ۱۹۸۰ توسط سیز وسلز بنیان گذاشته شد. این شرکت بیشتر فعالیتش مربوط به نشر آثار گروه‌های موسیقی هوی متال می‌باشد و یک شرکت تابعه از گروه موسیقی وارنر است.